# Kassari
Kassari is een eiland in het noordwesten van Estland. Het eiland ligt vlak onder het grotere eiland Hiiumaa in de Oostzee, waarmee het door twee dammen verbonden is. De binnenzee tussen de twee eilanden heet Baai van Käina (Estisch: Käina laht).
Kassari is 19,3 km² groot en heeft een bevolking van 270 personen (31 december 2021). Het eiland maakte tot in oktober 2017 deel uit van de gemeente Käina. In die maand werd Käina bij de fusiegemeente Hiiumaa gevoegd.
Op Kassari liggen de plaatsen Esiküla, Kassari, Orjaku en Taguküla. In Esiküla staat de enige kerk op het eiland, de Kassari-kapel.
Op het eiland is een museum volledig gewijd aan Aino Kallas.
De filosoof Ülo Kaevats werd op 29 september 1947 op Kassari geboren.

## Foto's

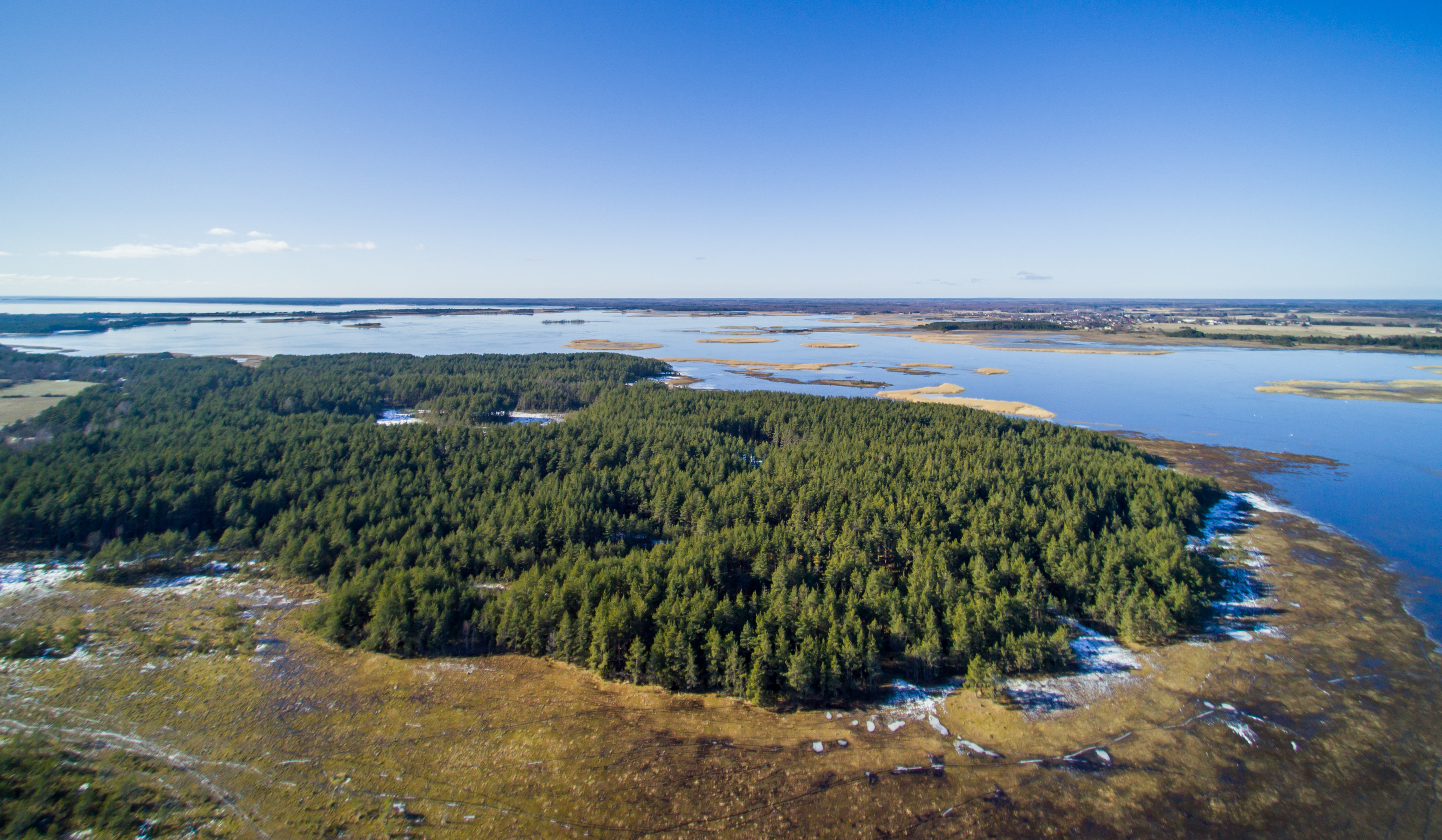
Uitzicht op de Baai van Käina vanaf Kassari
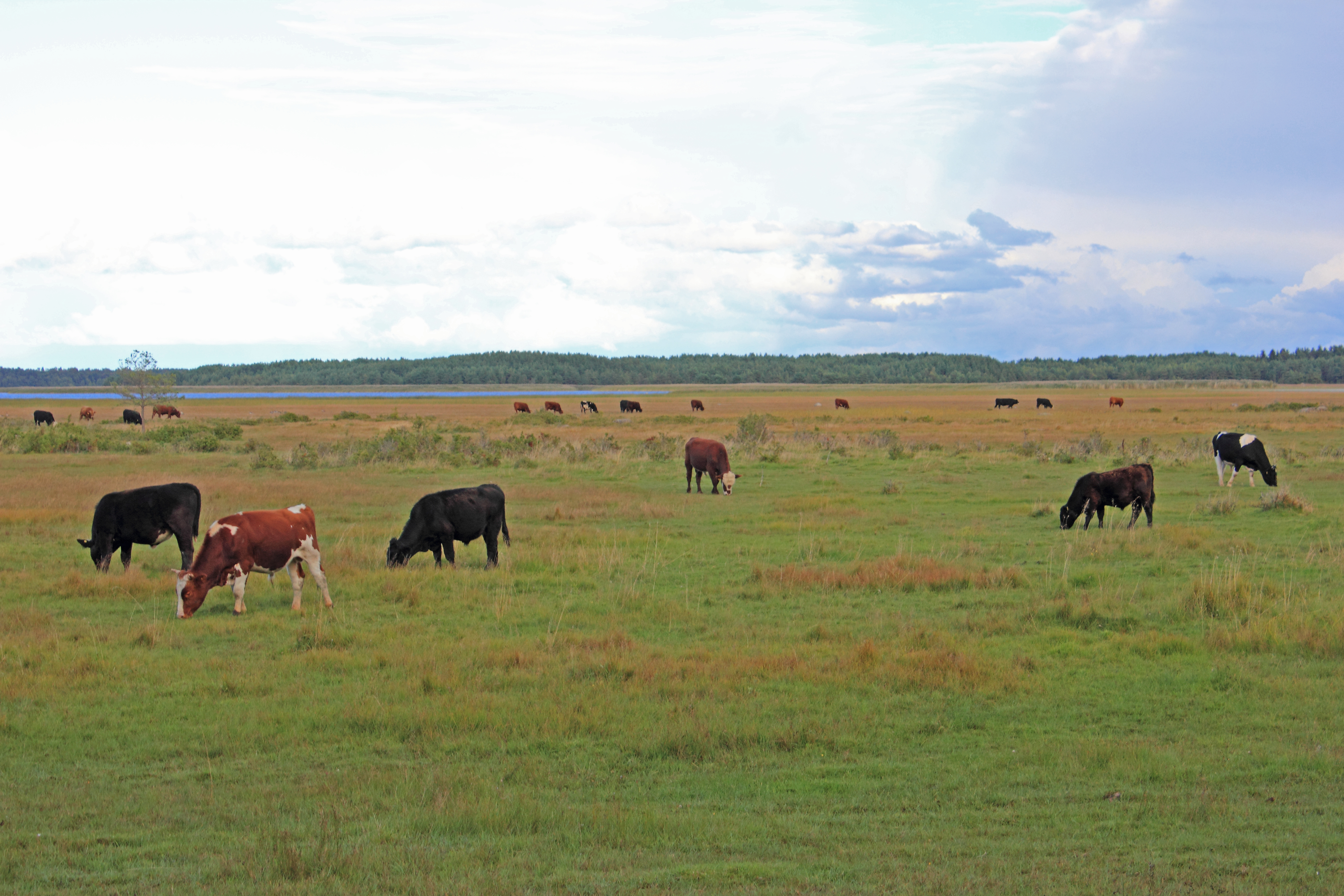
Weidegrond op Kassari
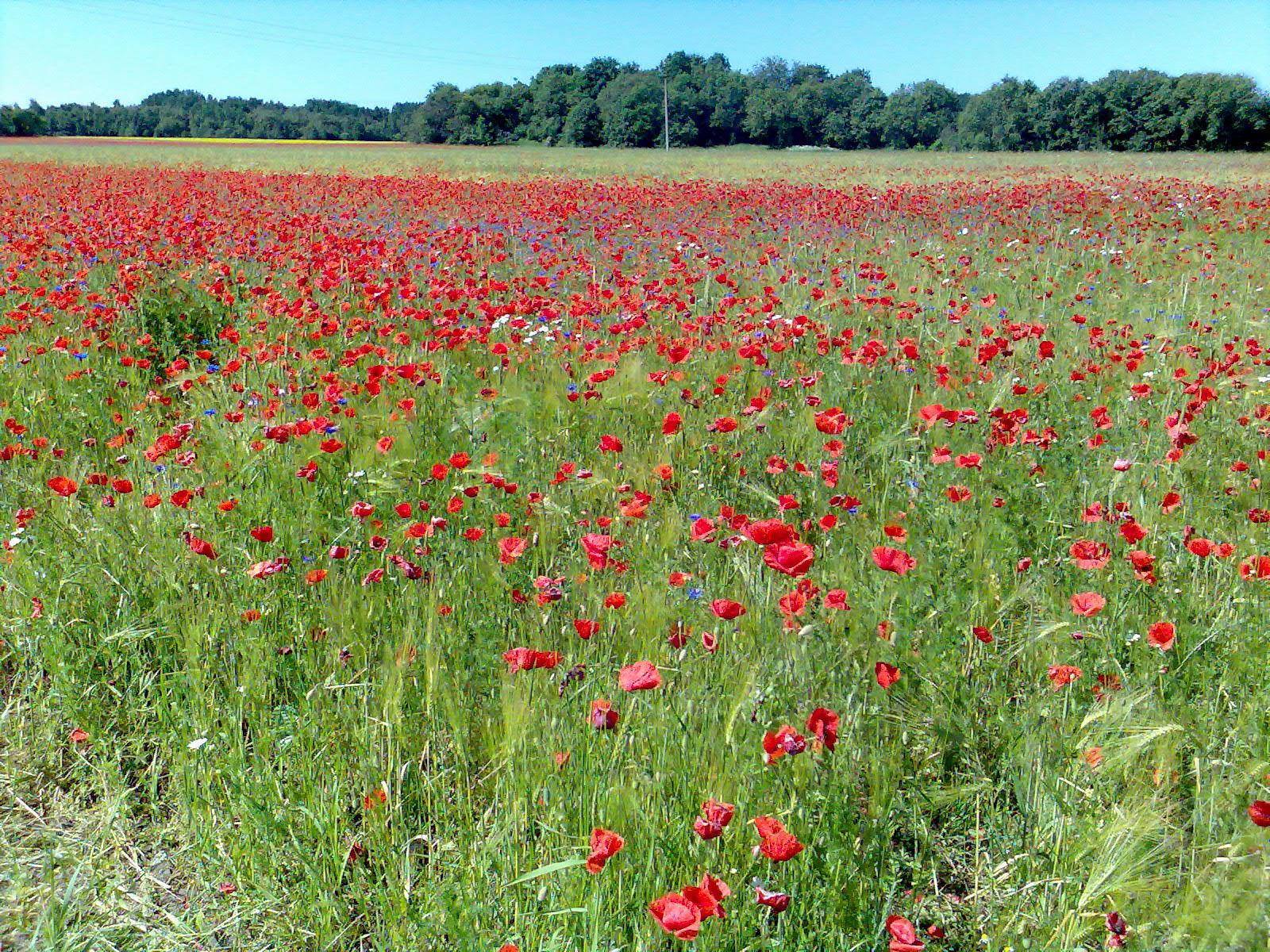
Bloeiende klaprozen
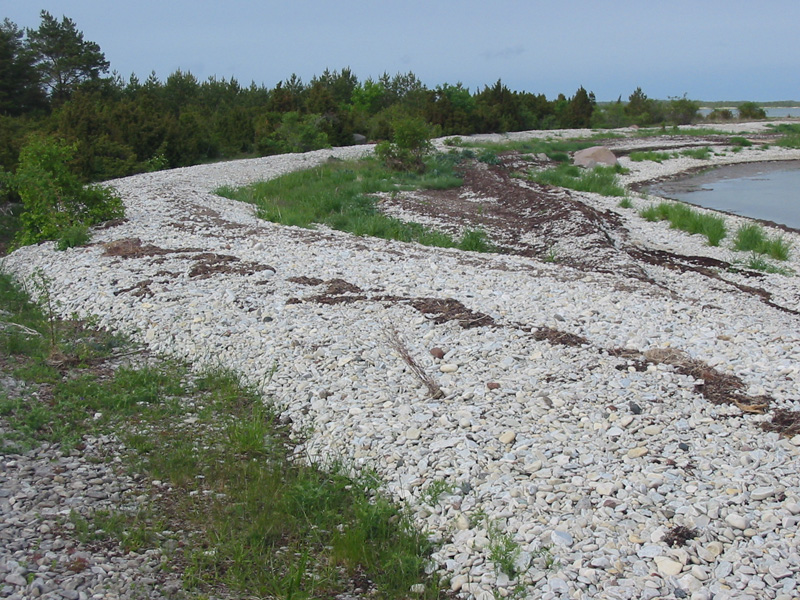
Steenstrand